# ウィリアム・ルーズベルト
ウィリアム・ドナー・ルーズベルト（William Donner Roosevelt、1932年11月17日 - 2003年12月1日）は、アメリカの投資銀行家、慈善家。ルーズベルト家の一員。フランクリン・ルーズベルト大統領の孫、エリオット・ルーズベルトの息子として、ニューヨークで生まれた。母方の祖父ウィリアム・ドナーの名を取って名づけられた。
一族の名声や財産により、多大な影響力を持ち、また、慈善家としても活躍した。ペリー海洋科学研究所所長、ウィリアム・ドナー科学財団、カナダ・トロントのドナー・カナダ財団委員など、国内外で多くの委員を務めた。
祖母エレノア・ルーズベルトの日記には頻繁に登場する。
聖マルコ校、ハーバード大学に入学した。
フロリダ州パームビーチで死亡した。